# Hypnotic
Hypnotic is een Amerikaanse thriller uit 2021, geregisseerd door Matt Angel en Suzanne Coote. De hoofdrollen worden vertolkt door Kate Siegel, Jason O'Mara en Dulé Hill.

## Verhaal
De jonge vrouw Jenn Tompson die zichzelf wil verbeteren, roept de hulp in van de gerenommeerde hypnotherapeut Collin Meade. Maar na enkele intense sessies ontdekt Tompson onverwachte en dodelijke gevolgen.

## Rolverdeling
| Acteur             | Personage                |
| ------------------ | ------------------------ |
| Kate Siegel        | Jenn Tompson             |
| Jason O'Mara       | Dr. Collin Meade         |
| Dulé Hill          | rechercheur Wade Rollins |
| Lucie Guest        | Gina Kelman              |
| Jaime M. Callica   | Brian Rawley             |
| Tanja Dixon-Warren | Dr. Stella Graham        |

## Release
De film werd uitgebracht op 27 oktober 2021 door Netflix.

## Ontvangst
Op Rotten Tomatoes heeft Hypnotic een waarde van 33% en een gemiddelde score van 4,70/10, gebaseerd op 12 recensies. Op Metacritic heeft de film een gemiddelde score van 33/100, gebaseerd op 5 recensies.